# Franky Lee
Franky Lee er et svensk punkband, dannet i 2006. Bandet er et sideprojekt for Millencolin's guitarist Mathias Färm og indeholder også to andre veteraner fra den svenske punkscene: den tiligere Peepshows-guitarist Magnus Hägerås og Randy-trommeslager Fredrik Granberg – Färm er blevet citeret for at sige at han tager bandets fremtid meget seriøst.[kilde mangler]
Bandet har taget sit navn fra Bob Dylan-sangen “The Ballad of Frankie Lee and Judas Priest”, ligesom Judas Priest tidligere har gjort.
Franky Lee’s første album, Cutting Edge, blev indspillet i Färm's eget studio, Soundlab Studios, i Örebro, Sverige og blev udgivet 29. januar 2007.
| Musikgruppe | Spire Denne artikel om en svenske musikgruppe er en spire som bør udbygges. Du er velkommen til at hjælpe Wikipedia ved at udvide den. |